# DESIGN YOUR FANTASTIC FUTURE
『DESIGN YOUR FANTASTIC FUTURE』（デザイン・ユア・ファンスタティック・フューチャー）は、FM802で放送されているラジオ番組。DJは中島颯太（FANTASTICS from EXILE TRIBE）。
本項では2022年に放送された特別番組と2024年に東海道新幹線内で配信された番組も併せて記述する。

## 概要
2022年に放送された特別番組（詳細は後述を参照）を経て、2023年1月の改編から開始した番組。2023年1月から12月までは『DESIGN YOUR FANTASTIC FUTURE: LET'S JUMP UP supported by モデルナ・ジャパン』のタイトルで、モデルナ・ジャパン提供で放送していた。DJは特別番組から引き続き中島颯太（FANTASTICS from EXILE TRIBE）が担当。原則としてFM802のスタジオから生放送となっているが、ツアー等でスタジオでの出演が難しい場合は事前収録での放送となっている。
2024年3月から5月まではららぽーと門真・三井アウトレットパーク 大阪門真、2024年8月から2025年4月まではJR東海 推し旅キャンペーンが提供だった。

## 放送時間
- 毎週金曜日 20:00 - 21:00

## DJ
- 中島颯太（FANTASTICS from EXILE TRIBE）

2023年9月8日放送では中島がライブ終演直後の為、中島がスタジオ入りするまでの間佐藤大樹が代演した。
2024年2月2日放送では中島が体調不良の為、EXILE TETSUYAが代演した。

## 出演

### 過去の出演
- 大抜卓人 （2023年7月 - 2023年12月）- mRNAカレッジを学ぶコーナーに毎月最終週に出演。

## コーナー

### 現在のコーナー
- 私の中(の)じまん

リスナーの中の自慢できることや特技を募集し、電話で語ってもらうコーナー。
- FANTASTIC CHOICE!!!

リスナーから選択に迫られていることを募集し、リスナーに代わって中島がどちらがいいか選ぶコーナー。
- DESIGNED MY LIFEソング

事前収録の放送回にのみ行うコーナー。この曲を聴いて勇気をもらった、人生のターニングポイントでこの曲に励まされた等、リスナーのエピソードと共に楽曲を紹介するコーナー。

### 過去のコーナー
- WE CAN DO IT

リスナーから今年挑戦してみたいことや今頑張りたいことに対して相談したいことを募集し、紹介するコーナー。
- mRNAカレッジを学ぶ

毎月最終週に行われるコーナー。大抜卓人と共にmRNAカレッジとは何かをホームページ記載のクイズに答えながら知っていくコーナー。

## ライブイベント
| 公演日        | タイトル                                        | タイトル                                        | 会場             | 出演者                                                        | 出典  |
| ------------- | ----------------------------------------------- | ----------------------------------------------- | ---------------- | ------------------------------------------------------------- | ----- |
| 2024年8月18日 | FM802 DESIGN YOUR FANTASTIC FUTURE NAKAJIMA FES | FM802 DESIGN YOUR FANTASTIC FUTURE NAKAJIMA FES | 大阪市中央公会堂 | 中島颯太（FANTASTICS from EXILE TRIBE）、スキマスイッチ、十明 | [ 6 ] |

## ONE STEP BEYOND
FM802とモデルナ・ジャパンとのコラボレーションとして、音楽を通じて人々に希望を届けるプロジェクト「Moderna Meets Music」の一環としてFM802制作の特別番組『DESIGN YOUR FANTASTIC FUTURE：ONE STEP BEYOND supported by モデルナ・ジャパン』をFM802、ZIP-FM、ニッポン放送で2022年に放送された。DJはプロジェクトのアンバサザーを務める中島颯太（FANTASTICS from EXILE TRIBE）、サポートDJとして大抜卓人が担当。
番組内では事前にリスナーから募集した「今年、未来のために一歩踏み出したこと」を紹介した他、ゲストのコメントも紹介した。

### 放送時間（ONE STEP BEYOND）
| 放送局       | 放送対象地域 | 放送時間                     | 備考                                |
| ------------ | ------------ | ---------------------------- | ----------------------------------- |
| FM802        | 大阪府       | 2022年11月27日 21:00 - 22:00 | 制作局 802 BINTANG GARDEN内で放送。 |
| ZIP-FM       | 愛知県       | 2022年11月27日 21:00 - 22:00 |                                     |
| ニッポン放送 | 関東広域圏   | 2022年12月11日 19:00 - 20:00 |                                     |

### 出演（ONE STEP BEYOND）

#### DJ（ONE STEP BEYOND）
- 中島颯太（FANTASTICS from EXILE TRIBE）
- 大抜卓人

#### コメントゲスト（ONE STEP BEYOND）
| FM802、ZIP-FM     | ニッポン放送                       |
| ----------------- | ---------------------------------- |
| 河瀨直美          |                                    |
| TAKUMA（10-FEET） | GEN（04 Limited Sazabys） 宮城大弥 |

## FUN!FUN!JOURNEY
当番組とJR東海とのコラボレーションとして、『DESIGN YOUR FANTASTIC FUTURE FUN!FUN!JOURNEY』が2024年8月16日から東海道新幹線車内にて限定配信された。番組の生放送の為に大阪 - 東京間を往復している中島が旅にまつわるアレコレをトークする配信内容となっている。
本来は2025年1月9日で終了となっていたが、好評であったことから2025年1月15日から4月9日まで延長となった。

### 出演（FUN!FUN!JOURNEY）

#### DJ（FUN!FUN!JOURNEY）
- 中島颯太（FANTASTICS from EXILE TRIBE）

#### ゲスト（FUN!FUN!JOURNEY）
- #4 今市隆二（三代目 J SOUL BROTHERS from EXILE TRIBE）
- #7 EXILE SHOKICHI

### エピソード
| 配信回 | 配信期間                        |
| ------ | ------------------------------- |
| #1     | 2024年08月16日 - 09月05日       |
| #2     | 2024年09月06日 - 09月26日       |
| #3     | 2024年09月27日 - 10月17日       |
| #4     | 2024年10月18日 - 11月07日       |
| #5     | 2024年11月08日 - 11月28日       |
| #6     | 2024年11月29日 - 12月19日       |
| #7     | 2024年12月20日 - 2025年01月09日 |
| #8     | 2025年01月15日 - 02月13日       |
| #9     | 2025年02月14日 - 03月13日       |
| #10    | 2025年03月14日 - 04月09日       |